# 백지선
백지선(白志善, 1967년 4월 7일~) 또는 캐나다에서의 이름인 제임스 팩(영어: James Paek)은 캐나다와 대한민국의 아이스하키 선수, 지도자로 선수 시절 포지션은 수비수이다. 선수 시절에는 짐 팩(영어: James Paek)이라는 애칭으로 활동했으며 내셔널 하키 리그(NHL)와 캐나다 국가대표팀으로 활동했다. 
은퇴 후 지도자가 되어 대한민국 대표팀 감독을 맡았으며 현재 아시아리그 아이스하키의 HL 안양의 감독을 맡고 있다. 2018년 동계 올림픽 이후인 2018년 10월 26일 외국인 우수 인재로 특별 귀화가 허가되며 대한민국 국적을 취득했다.
서울에서 태어나 어릴 때 캐나다로 이민갔고 그곳에서 아이스하키를 시작한 백지선 감독은 이후 1984년부터 미국과 캐나다의 아이스하키 마이너리그에서 뛰었고 1985년 드래프트에서 내셔널 하키 리그(NHL) 팀인 피츠버그 펭귄스의 지명을 받았다. 
그 뒤1990년~1991년 시즌, 피츠버그 펭귄스에 정식 입단하며 한국인으로는 최초로 미국의 최상위 프로 스포츠 리그에서 활동한 선수이며, 세계 최고의 아이스하키 리그인 NHL에서 활동한 선수이다.
피츠버그 펭귄스는 그 시즌과 다음 시즌 NHL 챔피언인 스탠리 컵을 받기도 하였다. 캐나다 국가대표팀 선수로 활동하기도 했다. 1993년~1994년 시즌 도중 로스앤젤레스 킹스로 트레이드되어 킹스에서 활동하다 , 1994년~1995년 시즌에는 오타와 세네터스로 옮겨 뛰다가 다시 마이너 리그에서 활동했다. NHL에서 활동한 다섯 시즌 동안 정규시즌 217경기에 출장해 5골을 넣었고 34점 공격포인트에 29개의 어시스트를 기록했다. 미국과 캐나다의 몇몇 마이너리그 팀에서 뛰다가 2000년 영국으로 옮겨 영국 리그의 노팅엄 팬서스에서 활동했다. 2001년~2002년 시즌에 북아메리카 마이너리그로 돌아와 앵커리지 에이시스에서 활동하다 다시 영국 노팅엄 팬서스에서 활동하다 2003년에 은퇴했다.
은퇴 후 2005년부터 2014년까지 북아메리카 마이너리그인 아메리칸 하키 리그(AHL)의 그랜드래피즈 그리핀스(NHL의 디트로이트 레드윙스 산하팀)의 어시스트 코치로 활동하였으며 2014년에 대한민국 아이스하키 국가대표팀의 감독으로 선임됐다. 또한 대한민국을 오가며 아이스하키 발전에 힘쓰고 있으며, 최근 2018년 평창 동계 올림픽 유치를 위한 선수위원회의 아이스하키 부문 선수로 선발되었다.